# Kiszkowo (gemeente)
De gemeente Kiszkowo is een landgemeente in het Poolse woiwodschap Groot-Polen, in powiat Gnieźnieński.
De zetel van de gemeente is in Kiszkowo.
Op 30 juni 2004 telde de gemeente 5315 inwoners.

## Oppervlakte gegevens
In 2002 bedroeg de totale oppervlakte van gemeente Kiszkowo 114,58 km², waarvan:
- agrarisch gebied: 80%
- bossen: 8%

De gemeente beslaat 9,13% van de totale oppervlakte van de powiat.

## Demografie
Stand op 30 juni 2004:
| Omschrijving                   | Totaal | Totaal | Vrouwen | Vrouwen | Mannen | Mannen |
| ------------------------------ | ------ | ------ | ------- | ------- | ------ | ------ |
| eenheid                        | aantal | %      | aantal  | %       | aantal | %      |
| inwoners                       | 5315   | 100    | 2609    | 49,1    | 2706   | 50,9   |
| bevolkingsdichtheid (inw./km²) | 46,4   | 46,4   | 22,8    | 22,8    | 23,6   | 23,6   |

In 2002 bedroeg het gemiddelde inkomen per inwoner 1664,47 zł.

## Administratieve plaatsen (sołectwo)
Berkowo, Charzewo, Dąbrówka Kościelna, Gniewkowo, Głębokie, Imiołki, Karczewko, Kiszkowo, Łagiewniki Kościelne, Łubowiczki, Myszki, Olekszyn, Rybno, Rybieniec, Skrzetuszewo, Sławno, Sroczyn, Turostowo, Turostówko, Ujazd, Węgorzewo.

## Overige plaatsen
Brudzewko, Darmoszewo, Kamionek, Karczewo, Łubowice, Wola Łagiewnicka

## Aangrenzende gemeenten
Kłecko, Łubowo, Murowana Goślina, Pobiedziska, Skoki
- Virtual International Authority File: 302367983